# Gnaphosa badia
Gnaphosa badia (лат.) — вид пауков из семейства гнафозиды (Gnaphosidae). Относится к группе Gnaphosa bicolor.

## Описание
Длина тела от 5,5 (самцы) до 7 (самки) мм. От самцов других видов отличается прямым отростком голени пальпы (предпоследний членик пальп). У самок в отличие от Gnaphosa bicolor ноги полностью коричневые или чёрно-коричневые.

## Экология
Взрослые особи активны в период с июня по сентябрь. Обитают на кремнистые осыпях, альпийских высокотравных лугах, пустошах с рододендроном миртолистным и в зарослях можжевельника сибирского. Встречается обычно в промежутках между камнями и в скоплениях цетрарии исландской. Охотится на поверхности почвы и камней.

## Распространение
Встречается в горных районах Евразии на высотах от 1600 до 2800 м над уровнем моря. Имеет дизъюнктивный ареал. Достоверные находки отмечены в Испании, Андорре, Австрии, Италии, Франции, Лихтенштейне, Словении и Швейцарии, Чехии и Германии, Украине (Карпаты) и Румынии. Указания вида с Кавказа, Предкавказья, Алтая и Прибайкалья могут быть связаны с ошибочным определением и требуют проверки.